# São Gabriel do Oeste
São Gabriel do Oeste, amtlich portugiesisch Município de São Gabriel do Oeste, ist eine Stadt im brasilianischen Bundesstaat Mato Grosso do Sul. Die Bevölkerungszahl wurde zum 1. Juli 2019 auf 26.771 Einwohner geschätzt, die auf einer Gemeindefläche von rund 3864,7 km² leben und São-Gabrielenser (são-gabrielenses) genannt werden. Die Bevölkerungsdichte liegt bei niedrigen 5,7 Personen pro km². Sie steht an 22. Stelle der 79 Munizips des Bundesstaats.

## Geografie

### Lage
Die Stadt liegt 137 km von der Hauptstadt des Bundesstaates (Campo Grande) und 997 km von der Landeshauptstadt (Brasília) entfernt. Nachbarstädte sind Rio Verde de Mato Grosso, Camapuã, Rio Negro und Bandeirantes.

### Gewässer
Die Stadt steht unter dem Einfluss des Rio Paraná, der zum Flusssystem des Río de la Plata gehört.
Die wichtigsten Flüsse sind:
- Rio Aquidauana: rechter Nebenfluss des Rio Miranda. Entspricht in der Serra de Maracaju. Größere Teile des Flusses liegen im Pantanal.
- Rio Coxim: linker Nebenfluss des Rio Taquari.
- Rio Jauru: rechter Nebenfluss des Rio Coxim.
- Rio Novo: linke Nebenfluss des Rio Coxim.

### Vegetation
Das Gebiet ist ein Teil des Bioms der Cerrados (Savanne Zentralbrasiliens).

### Klima
In der Stadt herrscht tropisches Höhenklimas, Cwa nach der Klimaklassifikation nach Köppen und Geiger. Die durchschnittliche Temperatur liegt bei 23,3 °C, die durchschnittliche Niederschlagsmenge pro Jahr sind 1507 mm.

## Verkehr
In der Stadt mündet die Landesstraße MS-430 auf die Bundesstraße BR-163.

## Wirtschaft
São Gabriel do Oeste ist der größte Produzent von Schweinen und Strauße im Bundesstaat Mato Grosso do Sul. Die Stadt ist auch der größte Sojaproduzent des Bundesstaates. Außerdem ist der Ort der führende Hersteller von Sorghum in Brasilien.

## Durchschnittseinkommen und HDI
Das monatliche Durchschnittseinkommen betrug 2017 den Faktor 2,5 des brasilianischen Mindestlohns (Salário mínimo) von R$ 880,00 (umgerechnet für 2019: rund 479 €). Der Index der menschlichen Entwicklung (HDI) ist mit 0,729 für 2010 als hoch eingestuft.
Das Bruttosozialprodukt pro Kopf betrug 2016 60.764,83 R$.